# Witbuikakalat
De witbuikakalat (Cossyphicula roberti) is een zangvogel uit de familie Muscicapidae (vliegenvangers).

## Verspreiding en leefgebied
Deze soort telt 2 ondersoorten:
- C. r. roberti: oostelijk Nigeria, westelijk Kameroen en het eiland Bioko.
- C. r. rufescentior: oostelijk Congo-Kinshasa, zuidwestelijk Oeganda en Rwanda.